# NBA Playgrounds
NBA Playgrounds est un jeu vidéo de basket-ball développé par Saber Interactive et édité par Mad Dog Games, sorti en 2017 sur Windows, Nintendo Switch, PlayStation 4 et Xbox One.
Il a pour suite NBA Playgrounds 2.

## Système de jeu
Les terrains de jeu de la NBA incluent une liste de stars actives et d'anciennes stars de la NBA. Les modes multijoueurs local et en ligne sont inclus dans le jeu, bien que le mode local nécessite une connexion Internet pour fonctionner sur PS4.
Les joueurs remplissent une liste de joueurs en jouant à différents modes pour gagner des packs. En mode tournoi, les joueurs jouent à quatre jeux avec des défis à chaque itération. Une fois le tournoi terminé, les joueurs débloquent un terrain et un pack d’or. Il y a un mode en ligne et une exposition, où les joueurs peuvent jouer pour passer au bronze, à l'argent et à l'or. Les joueurs peuvent également obtenir un pack leur permettant d’augmenter leur niveau hors ligne et leur niveau en ligne. Si un joueur souhaite avoir tout de suite tous les joueurs, vous pouvez payer pour la liste complète du jeu.

## Libérer
Les fonctionnalités en ligne n'étaient pas prêtes au lancement de la version Nintendo Switch le jour du lancement en raison de problèmes techniques. Le développeur a promis que cette version serait prête dans quelques jours. Malgré cela, les services en ligne de Nintendo Switch n'étaient toujours pas opérationnels deux semaines après la date de lancement. Saber Interactive, les développeurs du jeu, ont annoncé le 1er juillet que les joueurs qui avaient acheté le jeu avant la mise en œuvre du service en ligne recevraient une copie de Shaq Fu: A Legend Reborn. Les fonctionnalités en ligne sont arrivées sur le commutateur Nintendo avec la prochaine mise à jour le mois suivant avec du contenu supplémentaire. Du contenu gratuit supplémentaire a été ajouté plus tard en été.
Le 4 octobre 2017, Sabre Interactive a publié le premier pack de contenu téléchargeable du jeu, intitulé " Hot 'N Frosty ". Le contenu téléchargeable propose trois nouveaux courts dotés de leur propre mode tournoi et mode solo.
Le 4 janvier 2018, Sabre Interactive a lancé NBA Playgrounds: Enhanced Edition pour Nintendo Switch, en remplacement de la version de lancement d'origine sur le Nintendo eShop. L’édition améliorée incluait toutes les mises à jour précédentes, 100 nouveaux joueurs de la NBA et un mode de tir à trois points. En outre, l'édition améliorée inclut diverses corrections techniques. Pour cette raison, lédition améliorée est un téléchargement séparé plutôt qu'un correctif pour la version de lancement. Les joueurs ayant acheté la version de lancement peuvent télécharger gratuitement l' édition améliorée et y transférer leurs fichiers de sauvegarde avant de supprimer l'ancienne version. Sabre Interactive a célébré le lancement de lÉdition améliorée avec une vente de 50%.

### Réception
| Score agrégé      | Score agrégé                                       |
| Agrégateur        | But                                                |
| ----------------- | -------------------------------------------------- |
| Métacritique      | (PS4) 68/100 (PC) 67/100 (XONE) 66/100 (NS) 63/100 |
| Revoir les scores |                                                    |
| Publication       | But                                                |
| GameSpot          | 6/10                                               |
| IGN               | 7.4 / 10                                           |
| Nintendo Life     |                                                    |

Les terrains de jeu de la NBA ont reçu un accueil critique largement mixte, obtenant un 6/10 sur GameSpot et un 7.4 / 10 sur IGN.
Nintendo Life a attribué le titre à 7/10, louant le jeu multijoueur en ligne et local, mais a critiqué la lenteur du mode solo et les faibles probabilités de jeu de cartes. Ils ont recommandé le jeu uniquement pour Nintendo Switch car il s’agit de la seule plate-forme disponible pour le titre de basketball à l’époque.
En juillet 2017, le jeu s'était vendu à 500 000 unités sur toutes les plateformes. Il a été nommé pour "Game, Original Sports" à la National Academy of Video Game Trade Reviewers Awards.

## Suite
Une suite, NBA 2K Playgrounds 2, qui devait être publiée par 2K Sports, a été annoncée en juillet 2018. En mai 2018, NBA Playgrounds 2 a été retardée par rapport à sa date de sortie initiale, le 22 mai 2018. repoussé au 16 octobre 2018 pour PlayStation 4, Xbox One, Nintendo Switch et Microsoft Windows.

## Accueil
- Jeuxvideo.com : 12/20[1]